# 가와조에촌 (가가와현)
가와조에촌(일본어: 川添村)은 일본 가가와현 기타군에 있던 촌이다. 

## 역사
- 1890년 2월 15일 - 정촌제 시행에 수반해 야마다군 모토야마촌, 야마사키촌, 시모타이촌이 합병해 가와조에촌이 성립하였다.
- 1899년 4월 1일 - 야마다군이 미키군과 합병해 기타군이 되었다.
- 1956년 9월 30일 - 다카마쓰시에 편입해, 동일 가와조에촌은 폐지되었다.

## 참고 문헌
- 角川日本地名大辞典編纂委員会, 『角川日本地名大辞典 43 香川県』, 1985, 角川書店
- 四国新聞社 編『香川年鑑』 昭和31年、四国新聞社、高松市、1955年12月15日。 NCID BB10788678。OCLC 52393151。